# Ібб
Ібб (араб. إب) — місто в Ємені.

## Історія
Ймовірно, місто було засноване під назвою Тсогха за часів правління царів Хим'ярського царства, як пункт і торговий центр на караванному шляху від узбережжя Аравійського моря в Сану. Перша письмова згадка про місто датується X століттям.
Протягом більшої частини своєї історії Ібб розташовувався на караванному шляху з Адена в Сану.

## Географія
Ібб розташований в південно-західній частині країни, за 117 км на північний схід від міста Моха. Адміністративний центр однойменної мухафази.
Місто Ібб розташоване в горах Джабаль-Бадан, з видом на пишну зелену сільську місцевість з частими дощами. Місто оточене кількома горами. Цікаве своєю архітектурою.

## Опис міста
Більшість вулиць у Старому місті неможливо використовувати для переміщення на автомобілях. Будинки побудовані з використанням кам'яних блоків — інакше, ніж в інших єменських містах. Багато чого з робіт по дереву, які Ви побачите на старих дверях, було зроблено населенням єврейських ремісників які жили в місті до 1948 року.
Існує ряд історично важливих будівель в Старому місті, деякі з яких сягають ще до появи ісламу. Наприклад, al-Bayada, який, вважають, був побудований для хим'яритської принцеси з повітряною шкірою.
Є кілька важливих мечетей в Старому місті. Стара мечеть була побудована під час правління другого мусульманської халіфа Омар ібн аль-Хаттаба. Більш естетично приваблива мечеть і червоно-цегельний мінарет аль-Jalaliyya датуються періодом османської (турецької) окупації в XVIII столітті.

## Населення
Населення за даними перепису 2004 року становило 208 844 людини; дані на початок 2012 року повідомляють про населення 331 146 чоловік.
За оціночними даними на 2013 рік чисельність населення міста становила 350 864 людини.
 Динаміка чисельності населення міста по роках: 
| 1994   | 2004   | 2012   | 2013   |
| ------ | ------ | ------ | ------ |
| 103312 | 208844 | 331146 | 350864 |

## Галерея

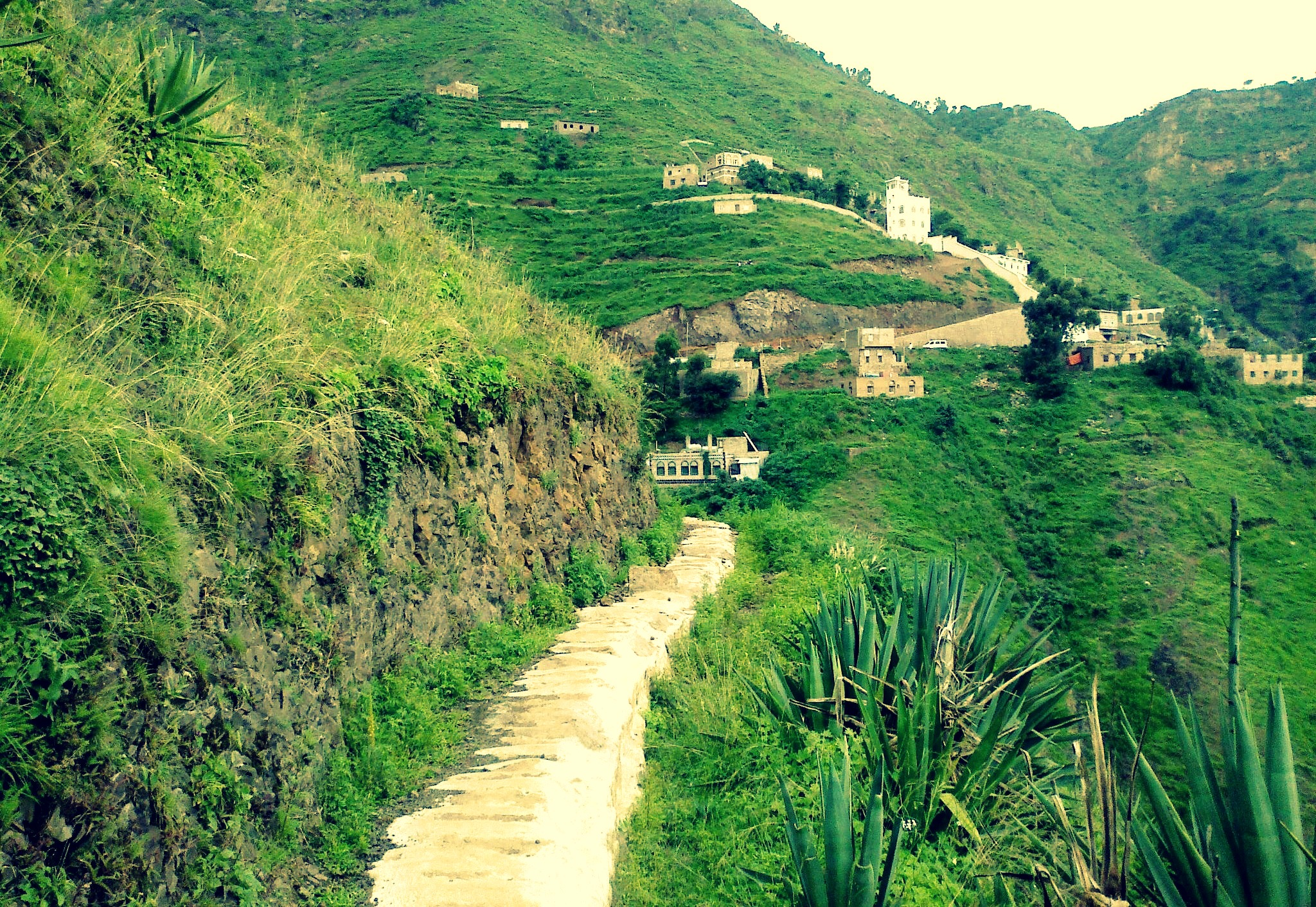
Вид на навколишню місту Ібб місцевість.
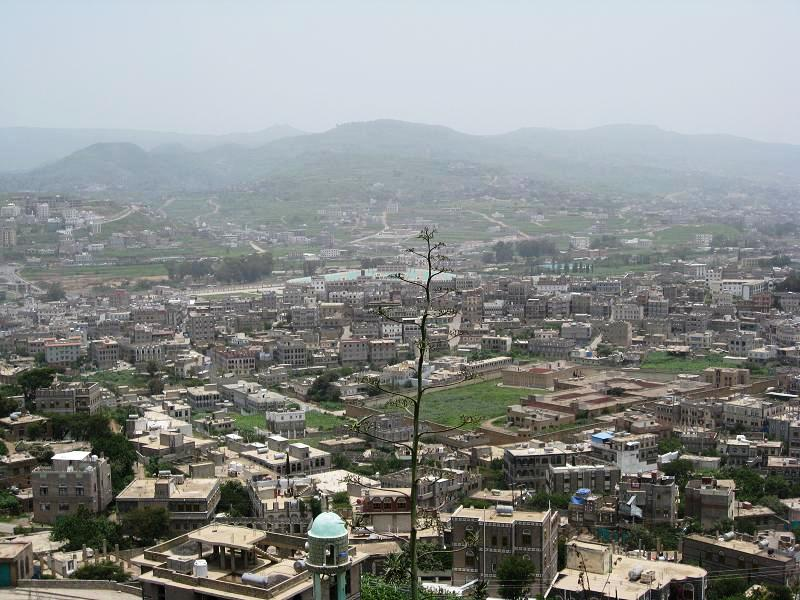
Вид на місто Ібб.
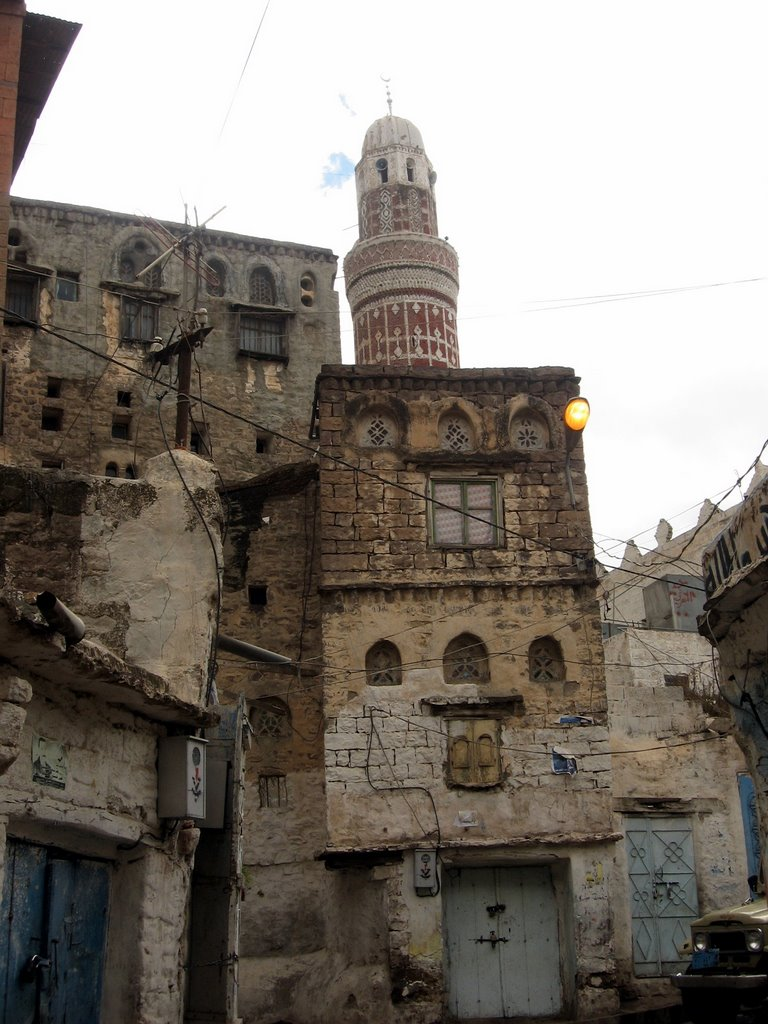
Будівлі в Старому місті Ібб.
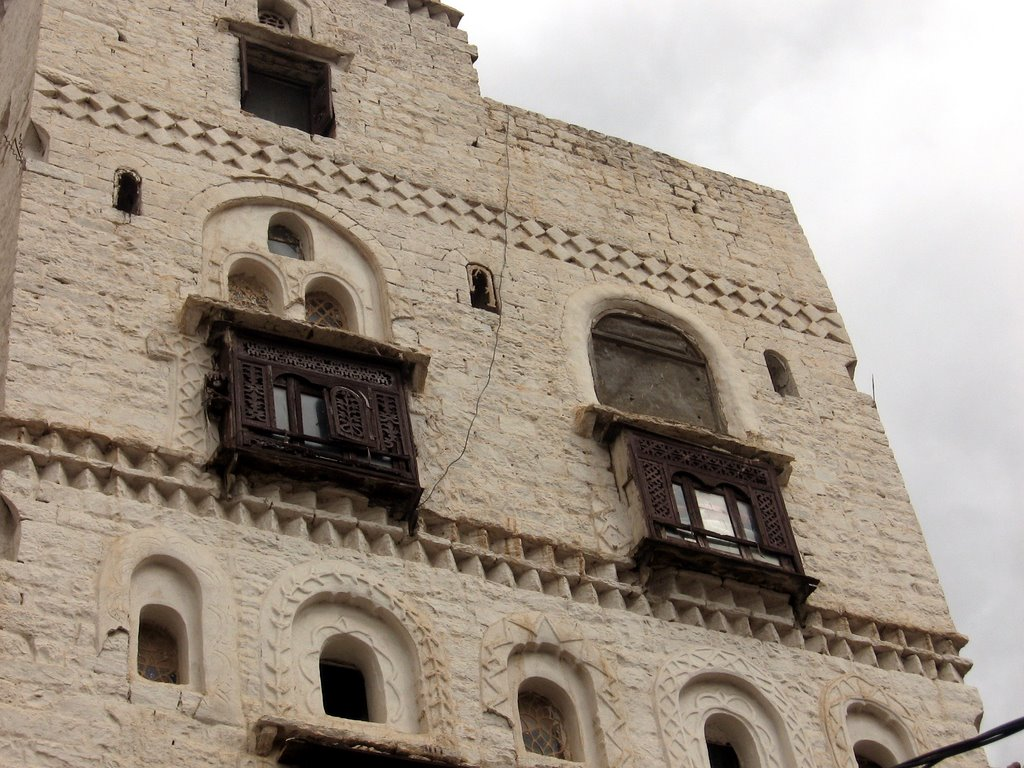
Вікна в місті Ібб. Робота по дереву.
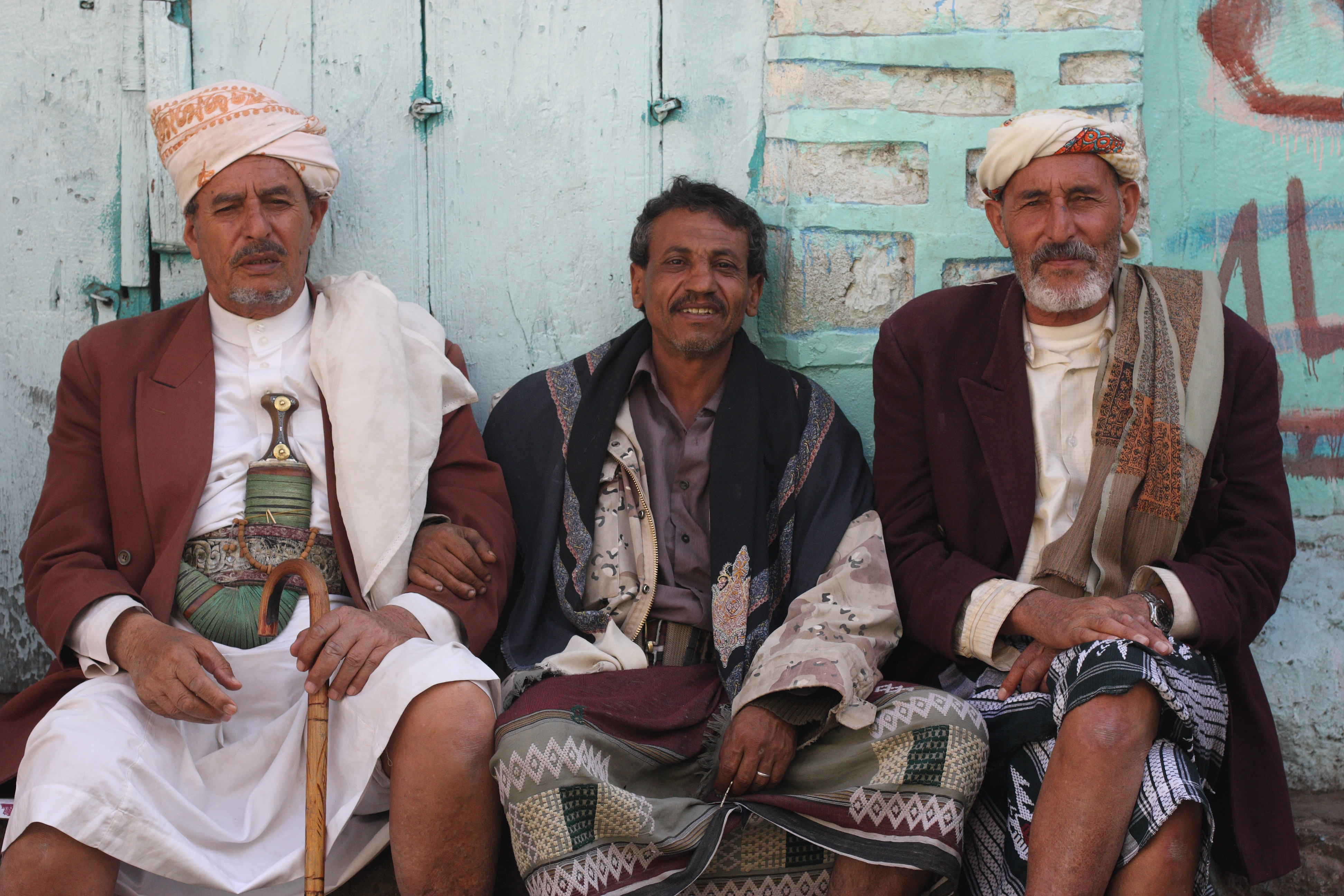
Єменські чоловіки з міста Ібб.
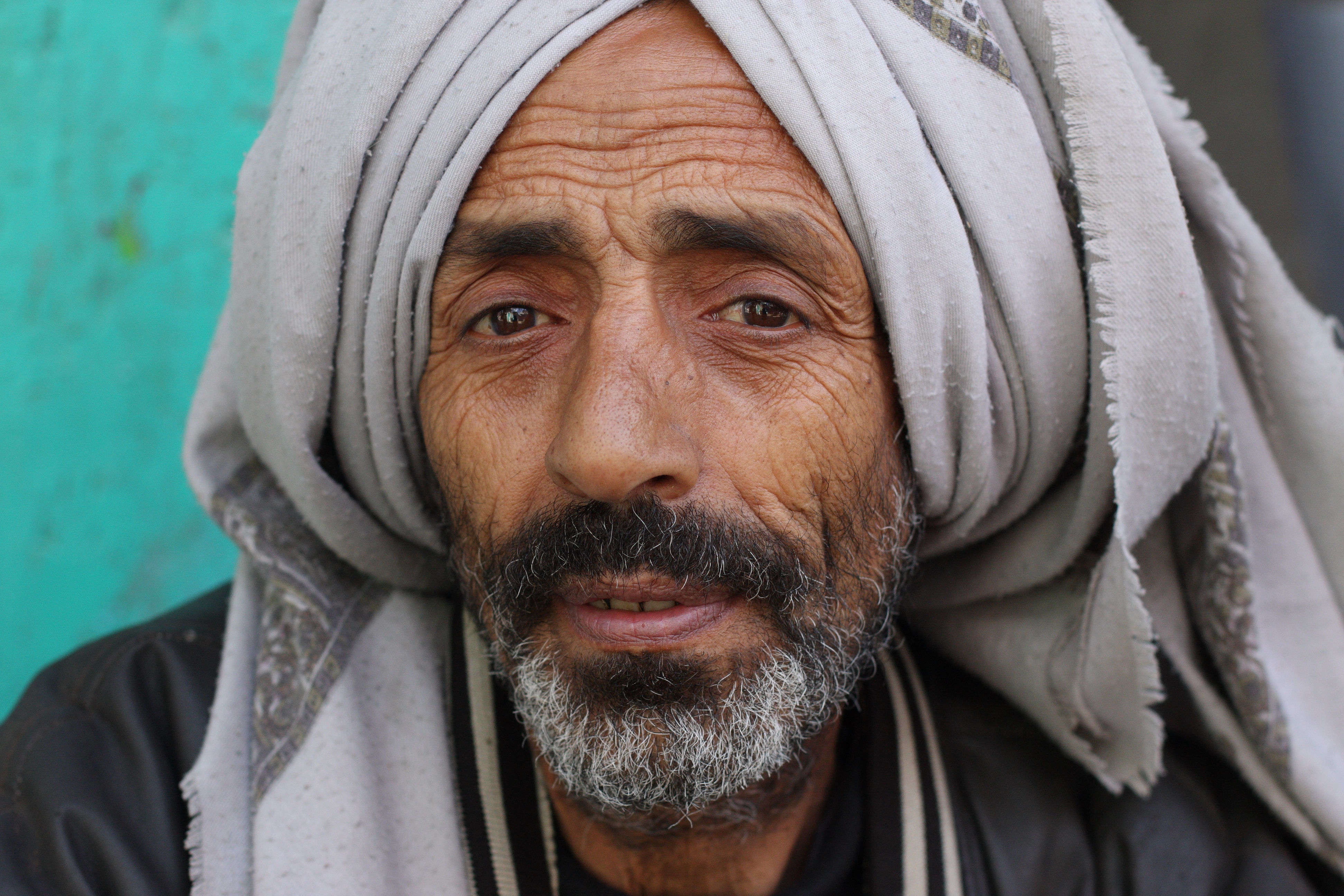
Чоловік з міста Ібб.